# Mariko Nishio
Mariko Nishio (jap. 西尾真理子, Nishio Mariko; * um 1950) ist eine japanische Badmintonspielerin. 

## Karriere
Mariko Nishio gewann 1972 und 1974 bei den japanischen Badminton-Studentenmeisterschaften die Dameneinzelkonkurrenz. Bei den Denmark Open 1973 wurde sie Dritte im Doppel, bei den All England 1975 stand sie im Viertelfinale des Einzels. Mit dem japanischen Team gewann sie 1970 Gold und 1974 Bronze bei den Asienspielen.